# شلمبرجير
شلمبرجير (بالإنجليزية: Schlumberger)‏ و تعمل تحت الإسم التجاري SLB، هي ثاني أكبر شركة في العالم تعمل في مجال خدمات حقول النفط.
اعتبارًا من عام 2022، أصبحت أكبر شركة للحفر البحري في العالم وأكبر مقاول للحفر البحري في العالم من حيث الإيرادات.
تنشط الشركة في حوالي 85 دولة ويعمل بها أكثر من 100 ألف شخص من 140 جنسية.

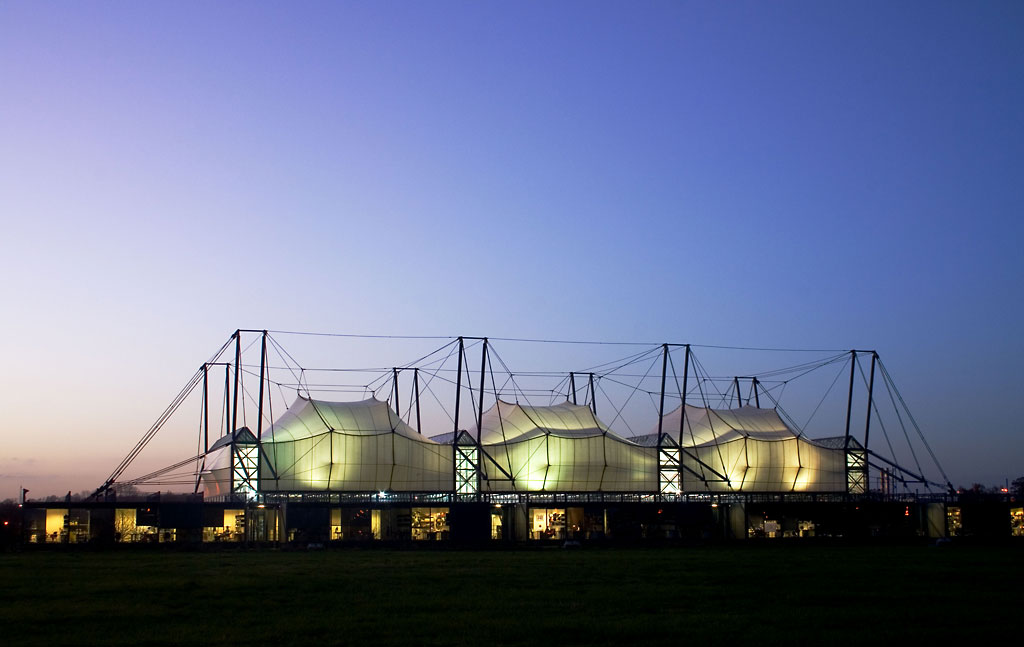
مركز شلمبرجير كامبريدج للأبحاث الذي افتتح عام 1985.

تم دمج شلمبرجير في ويلمستاد، كوراساو في شلمبرجير إن. في. ويتداول في بورصة نيويورك للأوراق المالية وبورصة يورونكست في باريس وبورصة لندن للأوراق المالية والبورصة السويسرية SIX. شلمبرجير هي شركة فورتشن جلوبال 500، احتلت المرتبة 287 في عام 2016،
كما أنها مدرجة أيضًا في مجلة فوربس جلوبال 2000، في المرتبة 176 في العام 2016.
في عام 2022، صنفت مجلة فوربس غلوبال 2000 شركة شلمبرجير في المرتبة 349 من بين أكبر الشركات في العالم.

## خلفية عامة
شلمبرجير (NYSE: SLB) هو مورد في العالم الرائدة في مجال الحلول التقنية، وإدارة المشاريع المتكاملة والمعلومات للعملاء العاملين في صناعة النفط والغاز في جميع أنحاء العالم . يعمل لدى الشركة نحو 100,000 شخص يمثلون أكثر من 140 جنسية ويعملون في أكثر من 85 بلدا ، شلمبرجير يوفر أوسع مجموعة في هذه الصناعة من المنتجات والخدمات من خلال الاستكشاف الإنتاج.
وتضم الشركة قطاعين :
شلمبرجير اللوازم طائفة واسعة من المنتجات والخدمات من خلال تقييم تشكيل الحفر الموجه، الأمر الذي عزز بشكل جيد والتحفيز، والآبار والإنتاجية إلى التشاور، والبرمجيات، وإدارة المعلومات وخدمات البنية التحتية لتكنولوجيا المعلومات التي تدعم العمليات التشغيلية الصناعة الأساسية .
سترن هي أكبر شركة الزلزالية في العالم ويوفر الاستحواذ متقدمة وخدمات معالجة البيانات.
شلمبرجير لديها مكاتب رئيسية في هيوستن، باريس ولاهاي. وبلغت ايرادات من operatons استمرار 41730000000 دولار في عام 2012. ويتم تداول أسهم شركة شلمبرجير على بورصة نيويورك، رمز السهم SLB، على يورونكست باريس، يورونكست امستردام ولندن والستة البورصات السويسرية .

## التاريخ
تأسست شلمبرجير في عام 1926 من قبل كونراد ومارسيل شلمبرجير من منطقة الألزاس في فرنسا كشركة التنقيب الكهربائي (بالفرنسية: Société de prospection électrique)‏. سجلت الشركة أول بئر للمقاومة الكهربائية على الإطلاق في ميركويلير بيتشيلبرون، فرنسا في عام 1927. واليوم، تزود شركة شلمبرجير صناعة البترول بخدمات مثل الاستحواذ على الزلازل ومعالجتها، وتقييم التكوين، واختبار الآبار والحفر الموجه، وتعزيز الآبار والتصديع المائي والمصاعد الاصطناعية، واستكمال الآبار، وضمان التدفق والاستشارات، وإدارة البرمجيات والمعلومات. كما تشارك الشركة في استخراج المياه الجوفية  وصناعات احتجاز وتخزين ثنائي أكسيد الكربون. كان للأخوين شلمبرجير خبرة في إجراء المسوحات الجيوفيزيائيَّة في دول مثل رومانيا وكندا وصربيا وجنوب إفريقيا وجمهوريَّة الكونغو الديمقراطيَّة والولايات المتَّحدة. باعت الشركة الجديدة خدمات رسم الخرائط للقياس الكهربائي، وسجلت أول تسجيلات آبار للمقاومة الكهربائية على الإطلاق في ميركويلير بيتشيلبرون، فرنسا في عام 1927. توسعت الشركة بسرعة، وسجلت أول بئر لها في الولايات المتَّحدة في عام 1929، في مقاطعة كيرن، كاليفورنيا. في عام 1935، تأسست شركة شلمبرجير لمسح الآبار في هيوستن، ثم تطورت لاحقًا إلى خدمات شلمبرجير للآبار، وأخيراً شركة شلمبرجير وايرلاين واختبارها. استثمرت شركة شلمبرجير بكثافة في الأبحاث، حيث افتتحت مركز أبحاث شلمبرجير دول في ريدجفيلد، كونيتيكت في عام 1948، مما ساهم في تطوير عدد من أدوات التسجيل الجديدة. في عام 1956، تمَّ تأسيس شركة شلمبرجير المحدودة كشركة قابضة لجميع أعمال شلمبرجير، والتي تضم الآن شركة الاختبار والإنتاج الأمريكيَّة جونستون تيسترز. [بحاجة لمصدر]
على مر السنين، واصلت شلمبرجير توسيع عملياتها وعمليات الاستحواذ. في عام 1960، تمَّ تشكيل شركة دويل شلمبرجير (50٪ شلمبرجير و50٪ داو للكيماويات ) المتخصصة في خدمات الضخ لصناعة النفط. في عام 1962، أصبحت شركة شلمبرجير المحدودة مدرجة في بورصة نيويورك. في نفس العام، اشترت شلمبرجير شركة دايستروم، وهي شركة مصنعة للأدوات الإلكترونية في جنوب بوسطن بولاية فيرجينيا كانت تصنع الأثاث في الوقت الذي تم فيه بيع القسم إلى سبيري وهاتشينسون في عام 1971. اشترت شركة شلمبرجير 50٪ من فوركس في عام 1964 ودمجت مع 50٪ من شركة لانغدوسين لإنشاء شركة نبتون للحفر. تم تقديم أول تحليل مكمن محوسب، سراباند، في عام 1970. تمَّ الاستحواذ على الـ 50٪ المتبقية من فوركس في العام التالي؛ تمَّ تغيير اسم نبتون إلى شركة فوركس نبتون للحفر. في عام 1979، أصبحت شركة فيرتشايلد كاميرا آند إنستريومنت (بما في ذلك فيرتشايلد سيمي كونداكتر) شركة تابعة لشركة شلمبرجير المحدودة.
في عام 1981، أنشأت شلمبرجير أول روابط بيانات دولية بالبريد الإلكتروني. في عام 1983، افتتحت شلمبرجير مركز أبحاث كامبريدج في كامبريدج بإنجلترا وفي عام 2012 تمَّ تغيير اسمها إلى مركز أبحاث شلمبرجير جولد على اسم الرئيس التنفيذيّ السابق للشركة أندرو جولد.
تم الاستحواذ على شركة الحفر سيدكو ونصف شركة دويل شمال أميركا في عام 1984، مما أدى إلى إنشاء قطاع الحفر أنادريل، وهو مزيج من قطاعات دويل وذا أناليستس للحفر. تمَّ دمج فوركس نبتون مع سدكو لإنشاء شركة سدكو فوركس ديرلينغ في العام التالي، عندما اشترت شركة شلمبرجير ميرلين و 50٪ من جيكو.[بحاجة لمصدر]
في عام 1987، أكملت شلمبرجير مشترياتها من نبتون (أمريكا الشماليَّة)، وبوسكو وكوري (إيطاليا)، وألميس (ألمانيا). في نفس العام، استحوذت شركة ناشونال سيمي كونداكتر على شركة فيرتشايلد سيمي كونداكتر من شركة شلمبرجير مقابل 122 مليون دولار.
في عام 1991، استحوذت شلمبرجير على براكلا-سيزموس، وكانت رائدة في استخدام التوجيه الجغرافي لتخطيط مسار الحفر في الآبار الأفقية.[بحاجة لمصدر]
في عام 1992، استحوذت شلمبرجير على شركة البرمجيات جيوكويست سيستمز. مع الشراء جاء تحويل إس آي نت إلى TCP / IP وبالتالي أصبح الإنترنت قادرًا. في تسعينيات القرن الماضي، اشترت شلمبرجير قسم البترول، وعداد أيه إي جي، وفريق دراسة مكامن إيكيلبس. نتج عن مشروع مشترك بين شلمبرجير وكابل آند وايرلس، إنشاء شركة أومن، التي تولت بعد ذلك جميع أعمال تقنية المعلومات الداخلية لشلمبرجير. كما تم شراء أويل فيز وكامكو الدوليَّة.[بحاجة لمصدر]
في عام 1999، أنشأت شلمبرجير وسميث إنترناشونال مشروعًا مشتركًا، M-I L.L.C.، أكبر شركة في العالم لسوائل الحفر (الطين). تتكون الشركة من 60٪ سميث انترناشيونال و 40٪ شلمبرجير. نظرًا لأن المشروع المشترك كان محظورًا بموجب مرسوم موافقة لمكافحة الاحتكار لعام 1994 يمنع سميث من بيع أو الجمع بين أعمال السوائل الخاصة به مع شركات أخرى معينة، بما في ذلك شركة شلمبرجير، فقد وجدت المحكمة الجزئية الأمريكيَّة في واشنطن العاصمة أن شركة سميث انترناشونال. و شلمبرجير المحدودة. مذنبين بتهمة الازدراء الجنائي وتغريم كل شركة 750 ألف دُولار ووضع كل شركة تحت المراقبة لمدة خمس سنوات. كما اتفقت الشركتان على دفع ما مجموعه 13.1 مليون دُولار، وهو ما يمثل إزاحة كاملة لجميع أرباح المشروع المشترك خلال الوقت الذي كانت فيه الشركات في حالة ازدراء.
في عام 2000، تم دمج قسم جيكو براكلا مع ويسترن جيوفيزيكال لإنشاء شركة المقاولات الزلزاليَّة ويستيرن جيكو، التي تمتلك شلمبرجير حصة 70٪ منها، والنسبة المتبقية 30٪ مملوكة للمنافس بيكر هيوز. تم إنشاء سدكو فوركس ودمجها مع شركة ترانس أوشن للحفر في عام 2000.[بحاجة لمصدر]
في عام 2001، استحوذت شلمبرجير على شركة استشارات تكنولوجيا المعلومات سما بي إل سي مقابل 5.2 مليار دولار. كانت الشركة شريكة في دورة أثينا للألعاب الأولمبية الصيفية لعام 2004، لكن مشروع شلمبرجير في استشارات تكنولوجيا المعلومات لم يؤتي ثماره، واكتمل تجريد سما إلى أتوس أوريجن في ذلك العام مقابل 1.5 مليار دولار. تم تجريد قسم البطاقات من خلال الاكتتاب العام لتشكيل اكسالتو، والذي اندمج لاحقًا مع جيمبلس لتشكيل جيمالتو، وتم تفكيك وحدة حلول المراسلة ودمجها مع شبكات تارال لتشكيل إيروايد للحلول. في عام 2003، تمَّ تحويل مجموعة أوتوميتيد تيست إيكيوبمينت، وهي جزء من استحواذ فيرتشايلد سيمي كونداكتر لعام 1979، إلى إن بي تيست القابضة، والتي باعتها لاحقًا إلى كريدينس.[بحاجة لمصدر]
في عام 2004، تمَّ إطلاق شركة شلمبرجير للاستشارات التجاريَّة، وبعد عقد من ذلك استحوذت عليها أكسنتشر.
في عام 2005، اشترت شلمبرجير شركة واترلو هيدروجيولوجي، [هل المصدر موثوق به؟] والتي تبعتها العديد من الشركات الأخرى ذات الصلة بصناعة المياه الجوفيَّة، مثل ويستباي إنسترومينتز وإيسن إنسترومينتز. في ذلك العام أيضًا، نقلت شلمبرجير مكاتبها في الولايات المتحدة من نيويورك إلى هيوستن.
في عام 2006، اشترت شلمبرجير النسبة المتبقية البالغة 30٪ من ويسترن جيكو من شركة بيكر هيوز مقابل 2.4 مليار دُولار أمريكيّ. في ذلك العام أيضًا، تمَّ نقل مركز أبحاث شلمبرجير دول إلى منشأة بحثية تم بناؤها حديثًا في كامبريدج، ماساتشوستس ليحل محل مركز أبحاث ريدجفيلد، كونيتيكت. ينضم المرفق إلى مراكز الأبحاث الأخرى التي تديرها الشركة في كامبريدج، إنجلترا وموسكو، روسيا وستافنجر، النرويج؛ والظهران بالمملكة العربية السعودية. في عام 2010، تم الإعلان عن الاستحواذ على شركة سميث انترناشيونال في صفقة شاملة لجميع الأسهم بقيمة 11.3 مليار دُولار. كان سعر البيع 45.84 للسهم أعلى بنسبة 37.5 في المائة من سعر إغلاق سميث في 18 فبراير 2010. الصفقة هي أكبر صفقة استحواذ في تاريخ شلمبرجير. اكتمل الاندماج في 27 أغسطس 2010. تم الإعلان أيضًا في عام 2010 عن خطط شلمبرجير للاستحواذ على جيوسيرفسس، وهي شركة فرنسيَّة متخصّصة في خدمات الطاقة، في صفقة قيمتها 1.1 مليار دُولار، بما في ذلك الديون.
في عام 2014، أعلنت شركة شلمبرجير عن شراء الأسهم المتبقية في إس إي إس القابضة المحدودة («ساكسون»)، وهي شركة تقدم خدمات حفر برية دولية في كالجاري، من فيرست ريزيرف وبعض أعضاء إدارة ساكسون. تخضع الصفقة لشروط الإغلاق المعتادة، بما في ذلك استلام الموافقات التنظيمية. كان لشلمبرجير حصة أقلية في ساكسون سابقًا.
في عام 2015، وجهت وزارة العدل الأمريكية لائحة اتهام إلى شركة شلمبرجير لانتهاك عقوبات ممارسة الأعمال التجارية في إيران والسودان؛ تم تغريم الشركة 233 مليون دولار، وهو ما يمثل أكبر غرامة للعقوبات حتى الآن. في عام 2015، وبسبب الانكماش في صناعة النفط والغاز العالميَّة، أعلنت شركة شلمبرجير عن تسريح 21000 عامل، وهو ما يمثل 15٪ من إجمالي القوى العاملة في الشركة.
في أغسطس 2015، وافقت شركة شلمبرجير على الاستحواذ على الشركة المصنعة لمعدات حقول النفط كاميرون إنترناشونال مقابل 14.8 مليار دولار.
في يناير 2018، أعلنت شركة شلمبرجير أن ويسترن جيكو ستخرج من أعمال الاستحواذ الزلزاليّ، على الصعيدين البريّ والبحريّ، مع الاحتفاظ بقطاعات معالجة البيانات وتفسيرها متعددة العملاء. جاء هذا القرار في أعقاب ملفات إفلاس العديد من المنافسين في قطاع الخدمات الزلزاليَّة.

## شؤون الشركات

### فرنسا
مكاتب الشركة في منطقة لا ديفونس (الدفاع) منطقة الأعمال في بوتو وفي باريس.

### الولايات المتَّحدة الأمريكيَّة
تحتفظ شلمبرجير بحرم جامعي تبلغ مساحته 33 فدانًا (13 هكتارًا) في الركن الشمالي الشرقي من طريق الولايات المتَّحدة السريع 90A وجيلينجهام لين في شوجر لاند، تكساس؛ اعتبارًا من عام 2017، تعد شركة شلمبرجير ثالث أكبر صاحب عمل في المدينة. في عام 2015، أعلنت شركة شلمبرجير أنها بصدد نقل مقر الشركة في الولايات المتَّحدة إلى منشأة شوجر لاند من مبنى مكاتبها في هيوستن. تخطط الشركة لبناء مبانٍ جديدة مع موعد الانتهاء المقرر في أواخر عام 2017. وهي تشمل ما مجموعه 250 ألف قدم مربع (23000 متر مربع) من مساحة المكاتب من الفئة أ ومبنى «المرافق» بمساحة 100 ألف قدم مربع (9300 متر مربع).
في ثلاثينيات القرن الماضي، تمَّ إنشاء مقر أمريكا الشماليَّة في هيوستن. في السبعينيَّات، تمَّ نقل كبار المديرين التنفيذيين للشركة في أمريكا الشماليَّة إلى مدينة نيويورك. بحلول عام 2006، كان لدى المكتب الرئيسي 50 من المديرين التنفيذيين وموظفي الدعم. بحلول ذلك العام كانت الشركة تنقل هذا المكتب إلى مبنى بالقرب من هيوستن جاليريا.
نقلت شلمبرجير مكاتبها في هيوستن من 5000 جلف فريواي في هيوستن إلى حرم شوجر لاند الجامعي في عام 1995.

### السجل البيئي
في عام 2009، أصدرت نيوزويك «التصنيف الأخضر»  وهو تصنيف لأكبر 500 شركة في سجلات الإنجاز في عدد من القضايا البيئية. احتلت شلمبرجير المرتبة 118 من أصل 500 بشكل عام، والثالث من أصل 31 في صناعتها. أشارت مجلة نيوزويك إلى أنه من أجل التخفيف من ظاهرة الاحتباس الحراري، استثمرت شركة شلمبرجير في عزل الكربون الذي يتضمن تخزينًا طويل الأجل لثاني أكسيد الكربون وأن سفن المسح السيزمي للشركة أكثر كفاءة في استهلاك الوقود بنسبة 20٪ إلى 25٪ من تلك الخاصة بمقاولي الزلازل الآخرين من استخدام الوقود الذي يصدر انبعاثات أقل معدات القطر والتلوث التي تخلق مقاومة أقل على السفن.